# Hepatologi
Hepatologi betegner det lægevidenskabelige speciale, der beskæftiger sig med forebyggelse, diagnostik, behandling, palliation og rehabilitering af patienter med medfødte og erhvervede sygdomme i lever og galdeveje.
I mange lande, inklusiv Danmark, er hepatologi kombineret med gastroenterologi, læren om fordøjelsessystemet og dets sygdomme.

## Sygdomme
Budd-Chiaris-syndrom, fedtleversygdom, Gilbert-Meulengrachts syndrom, hepatitis, levercoma, leverkræft, skrumpelever og flere.